# Катастрофа DC-9 под Уруапаном
Катастрофа DC-9 под Уруапаном — авиационная катастрофа, произошедшая 9 ноября 1999 года. Авиалайнер McDonnell Douglas DC-9-31 авиакомпании TAESA выполнял внутренний рейс TEJ725 по маршруту Тихуана—Гвадалахара—Уруапан—Мехико, но через 4 минуты после вылета из Уруапана перешёл в пикирование и рухнул на землю. Погибли все находившиеся на его борту 18 человек — 13 пассажиров и 5 членов экипажа.

## Самолёт
McDonnell Douglas DC-9-31 (регистрационный номер XA-TKN, заводской 47418, серийный 570) был выпущен в 1970 году (первый полёт совершил 5 января). Оснащён двумя турбореактивными двигателями Pratt & Whitney JT8D-17A. Эксплуатировался авиакомпаниями:
- Trans Australia Airlines (TAA) (с 4 августа 1986 года — Australian Airlines) — с 5 февраля 1970 года по 12 ноября 1986 года (борт VH-TJP, имя Charles Kingsford-Smith),
- Sunworld International Airlines[англ.] — с 12 ноября 1986 года по 10 февраля 1988 года (борт N741L),
- Midway Airlines — с 10 февраля 1988 года по 1 июля 1992 года (борт N929ML).

С 1 августа 1993 года по 24 июля 1998 года использовался NASA (борт N650UG), где был модифицирован для поддержки миссии с пониженной гравитацией.
24 июля 1998 года был куплен авиакомпанией TAESA, в которой его б/н сменился на XA-TKN. На день катастрофы 29-летний авиалайнер совершил свыше 59 000 циклов «взлёт-посадка» и налетал свыше 58 000 часов.

## Экипаж и пассажиры
- Командир воздушного судна (КВС) — 36-летний Хесус Хосе Грасия (исп. Jesús José Graciá). Налетал 5368 часов[4].
- Второй пилот — 22-летний Гектор Вальдес (исп. Héctor Valdez). Налетал свыше 250 часов[4].

В салоне самолёта работали 3 стюардессы.
В момент катастрофы на борту рейса TEJ725 находились 5 членов экипажа и 13 пассажиров.

## Катастрофа
Первые два отрезка маршрута (Тихуана—Гвадалахара и Гвадалахара—Уруапан) прошли без происшествий. В Уруапане с борта лайнера сошли 85 пассажиров. Изначально рейс 725 должен был вылететь в 18:20, но вылет был задержан; в итоге лайнер вылетел из Уруапана в 18:59. Но всего через 4 минуты после отрыва от ВПП самолёт вошёл в сваливание, перевернулся и врезался в поле авокадо в 5,3 километрах к югу от взлётной полосы аэропорта Уруапан. Все 18 человек на его борту погибли.

## Культурные аспекты
20 октября 2010 года мексиканская музыкальная группа «Conjunto Michoacan» выпустила сингл «Трагедия Taesa» (исп. La Tragedia de Taesa). К слову, в клипе на эту песню упоминается рейс 715, а не 725. Кроме того, на обложке сингла фотография Boeing 767, в то время как разбившимся самолётом рейса 725 был McDonnell Douglas DC-9-31.